# Bill Genaust
William Homer „Bill“ Genaust (* 12. Oktober 1906 in Minneapolis, Vereinigte Staaten; † 4. März 1945 auf Iwojima, Japan) war ein US-amerikanischer Marine und Kameramann im Zweiten Weltkrieg. Er wurde insbesondere für eine kurze Filmaufnahme im Zusammenhang mit der Aufnahme der Fotografie Raising the Flag on Iwo Jima bekannt.

## Leben
Genaust wurde im Februar 1943 zum Marine Corps eingezogen und nach seiner Grundausbildung Kameramann innerhalb der Kriegsberichterstattung. Zusammen mit der 4th Marine Division nahm er im Sommer 1944 als Sergeant an der Schlacht um Saipan teil. Trotz seiner Aufgaben als Kameramann machte er sich dabei bei einem Feuergefecht mit den Japanern im Kampf so verdient, dass er für den Bronze Star und das Navy Cross vorgeschlagen wurde. Bei den Kämpfen wurde er an den Beinen schwer verwundet.
Am 19. Februar 1945 landete Genaust mit der 4th Marine Division auf der Insel Iwojima, um die Schlacht um Iwojima zu begleiten. Am 23. Februar war er mit dem Kriegsfotografen Joe Rosenthal auf dem Vulkan Suribachi zugegen, als gerade ein Trupp Marines der 5th Marine Division eine neue amerikanische Flagge hisste. Er filmte den Vorgang mit seiner 16-mm Kamera als kurze farbige Filmsequenz. Die Fotografie, die Rosenthal von den Marines machte, wurde in den USA als Raising the Flag on Iwo Jima sehr schnell populär und ist das wahrscheinlich am meisten publizierte Foto aller Zeiten.
Bill Genaust wurde am 4. März bei der Erstürmung einer Höhle am Hügel 362A – er hatte sich zu diesem Einsatz zuvor freiwillig gemeldet – durch feindliches Maschinengewehrfeuer getötet. Seine Leiche wurde nie gefunden. Der Bronze Star für seine Verdienste auf Saipan wurde ihm posthum verliehen.

## Auszeichnungen
- Bronze Star
- Purple Heart
- Presidential Unit Citation
- Navy Unit Commendation
- Combat Action Ribbon
- American Campaign Medal
- Asiatic-Pacific Campaign Medal
- World War II Victory Medal

Das US Marine Corps lobt zudem den „The Sergeant William Genaust Award“ aus. Er wird für die gelungene filmische Darstellung der Marines verliehen.